# Aufseß

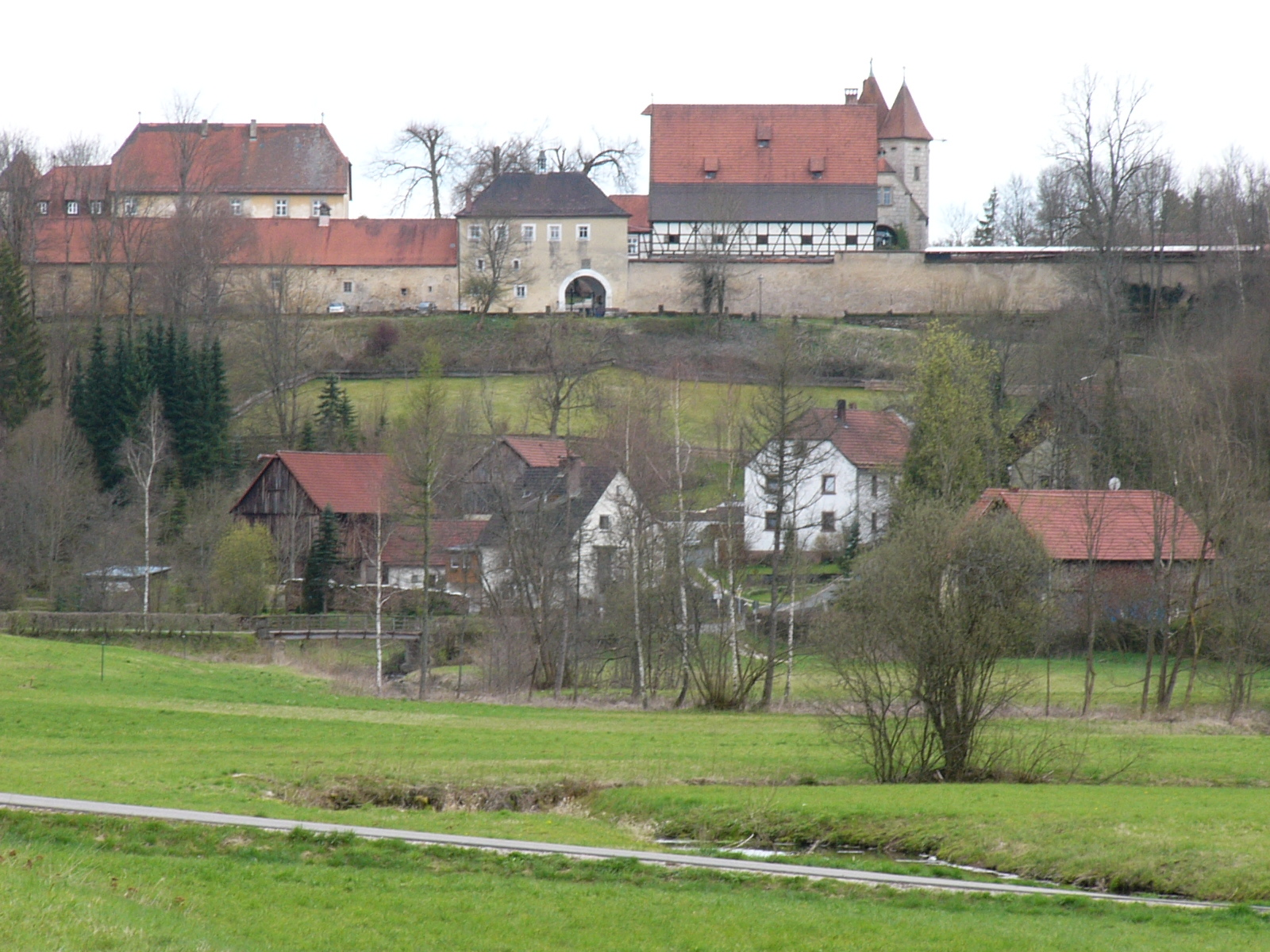
Oberaufseß

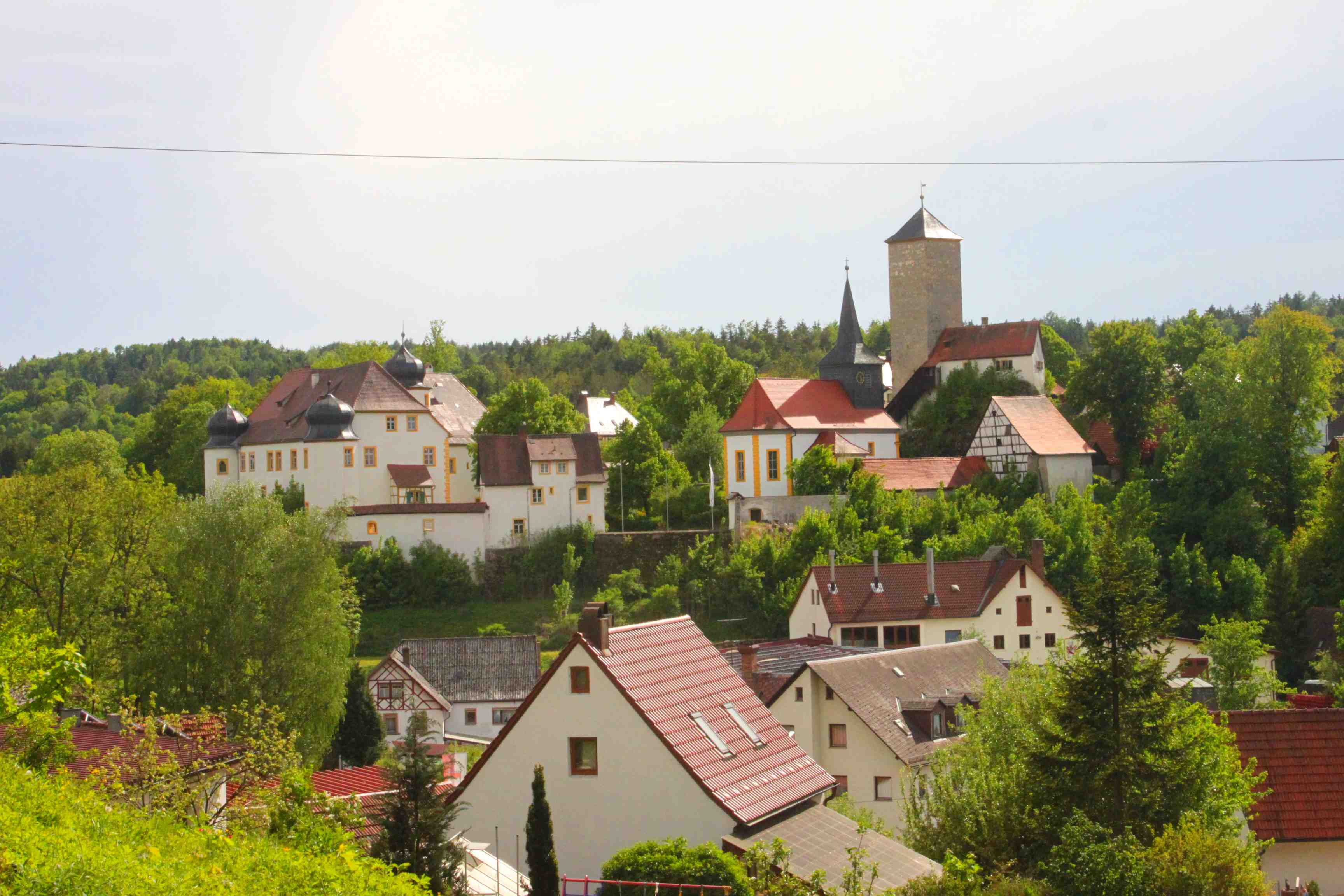
Burg Unteraufseß und Kirche

Aufseß ist eine Gemeinde im oberfränkischen Landkreis Bayreuth. Sie ist Mitglied der Verwaltungsgemeinschaft Hollfeld.

## Geografie

### Geografische Lage
Aufseß liegt inmitten der Fränkischen Schweiz an der Burgenstraße und der Fränkischen Bierstraße. Der gleichnamige Fluss durchfließt den Ort.

### Nachbargemeinden
Nachbargemeinden sind (von Norden beginnend im Uhrzeigersinn):
Hollfeld, Plankenfels, Waischenfeld, Wiesenttal, Heiligenstadt in Oberfranken und Königsfeld.

### Gemeindegliederung
Es gibt 10 Gemeindeteile (in Klammern ist der Siedlungstyp angegeben):
- Aufseß (Pfarrdorf)
- Dörnhof (Einöde)
- Heckenhof (Dorf)
- Hochstahl (Pfarrdorf)
- Hundshof
- Kobelsberg (Weiler)
- Neuhaus (Pfarrdorf)
- Oberaufseß (Schloss)
- Sachsendorf (Dorf)
- Zochenreuth (Dorf)

Die Einöde Neuhausermühle zählt zum Gemeindeteil Neuhaus.
Es gibt die Gemarkungen Aufseß, Hochstahl (Gemarkungsteil 0), Neuhaus, Sachsendorf, Schressendorf (Gemarkungsteil 0) und Zochenreuth. Die Gemarkung Aufseß hat eine Fläche von 8,182 km². Sie ist in 1152 Flurstücke aufgeteilt, die eine durchschnittliche Flurstücksfläche von 7102,24 m² haben. In ihr liegen neben dem namensgebenden Ort die Gemeindeteile Heckenhof und Oberaufseß.

## Geschichte

### Adelsgeschlecht von Aufseß
Das Adelsgeschlecht von Aufseß wurde 1114 erstmals erwähnt. Die beiden Burgen Unteraufseß und Oberaufseß sind noch Wohnsitze des Adelsgeschlechtes der Freiherren von Aufseß. Der bekannteste Angehörige des Adelsgeschlechts war Hans von und zu Aufseß, der Gründer des Germanischen Nationalmuseums in Nürnberg. Die Herrschaft der Freiherren von Aufseß, die auch zum Fränkischen Ritterkreis gehörten, wurde 1806 mediatisiert und kam mit der Rheinbundakte zu Bayern. Im Zuge der Verwaltungsreformen in Bayern entstand mit dem Gemeindeedikt von 1818 die heutige Gemeinde.

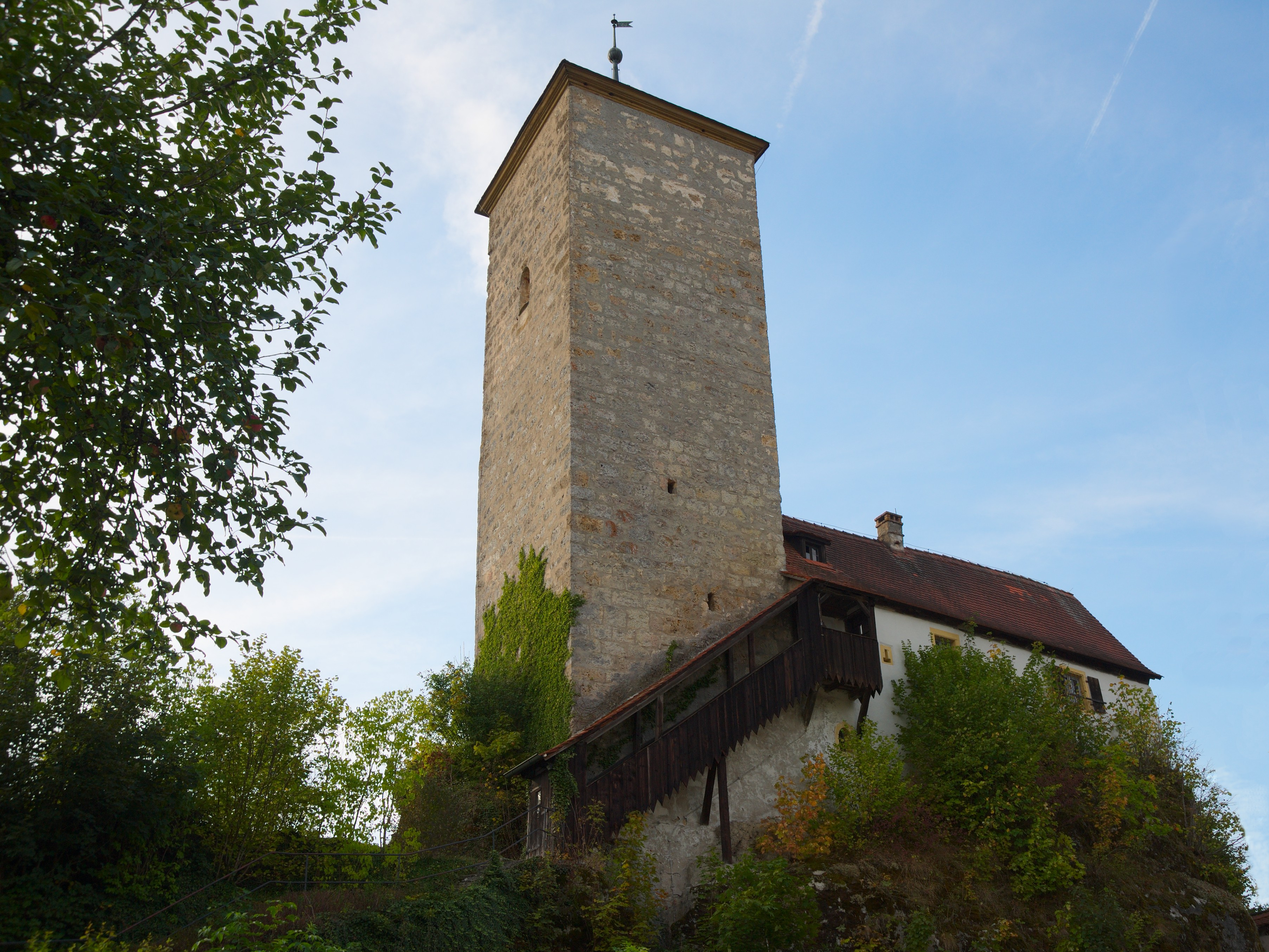
„Am Turm von Aufseß...“: Bergfried der Burg Unteraufseß. (Bild ist annotiert, Linksklick und Mauszeiger über das Bild bewegen, um Notizen zu sehen)

Der Dichter Joseph Victor von Scheffel erwähnte das Dorf Aufseß im Liederzyklus Exodus cantorum, in dem er die „Rose auf blauem Schilde“ grüßte:
„Am Turm von Aufseß grüßt uns dann
Die Rose aus blauem Schilde,
Ein schriftgelehrter Rittersmann
Hegt sie in ernster Milde.
In der Kapelle hat er sich
Schon Gruft und Sarg bestellt,
Doch zecht er noch frisch tugendlich,
Wenn er den Hirz gefället.“

### Jüdische Gemeinde in Aufseß

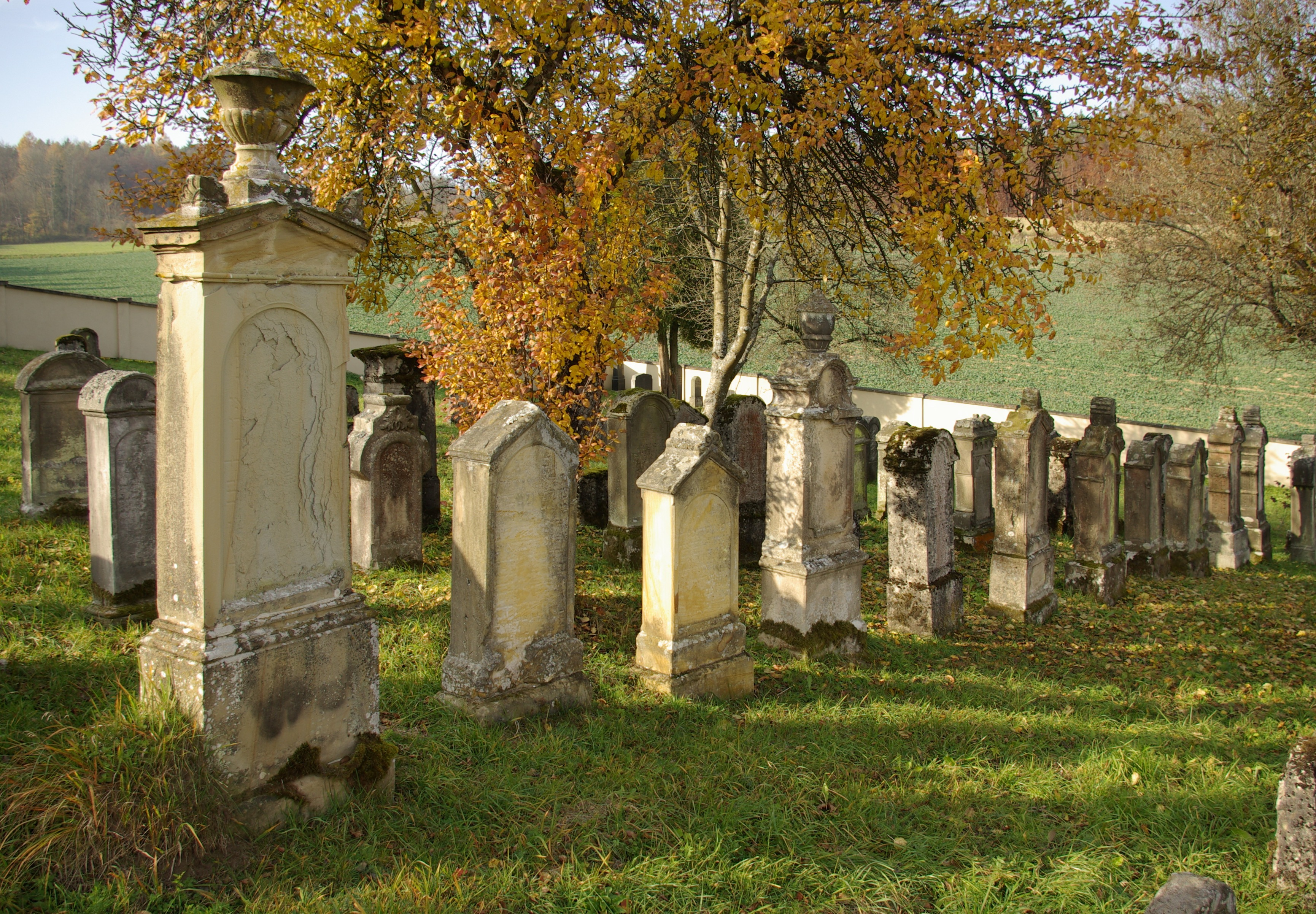
Jüdischer Friedhof in Aufseß

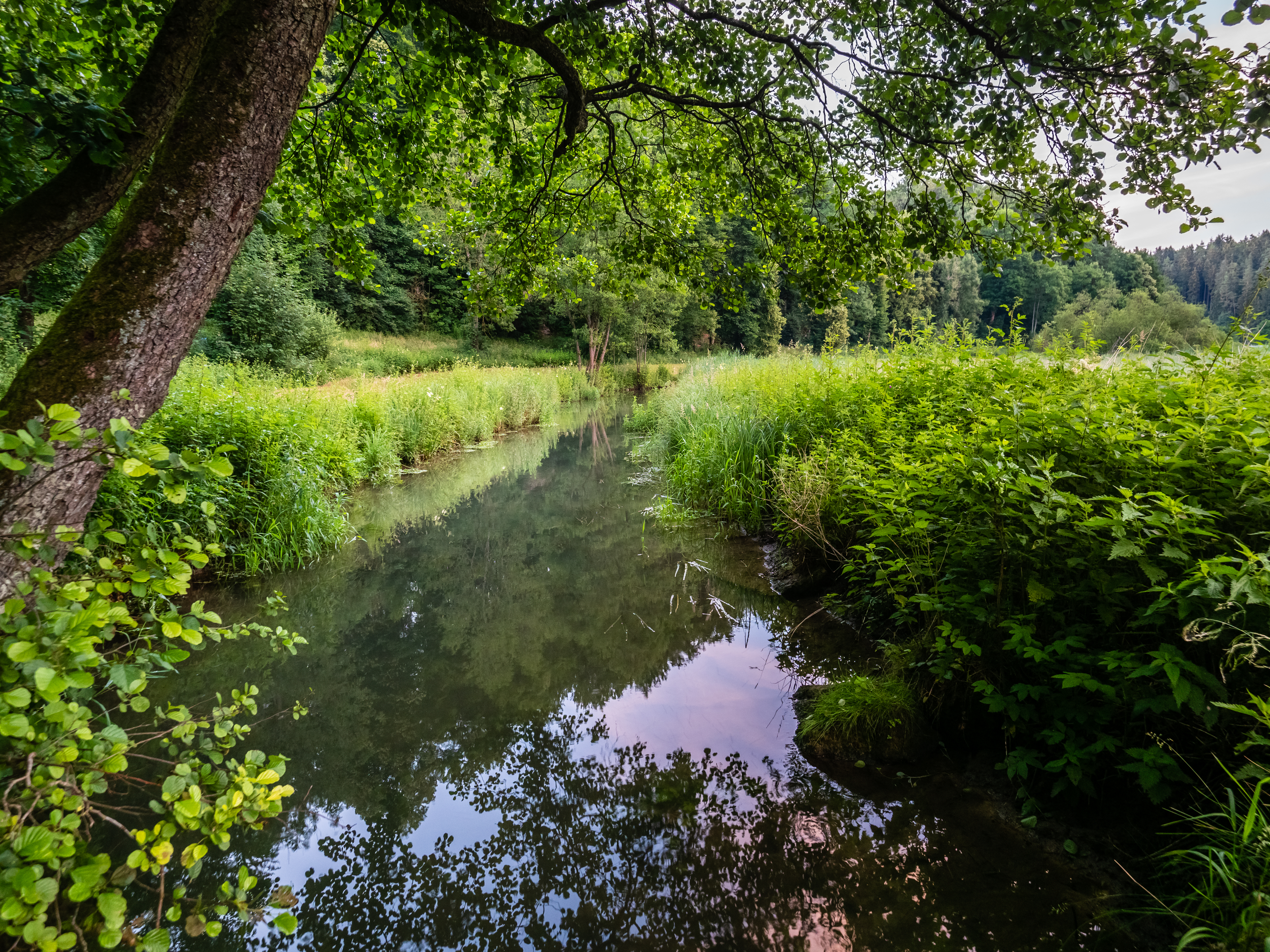
Der Fluss Aufseß bei Aufseß

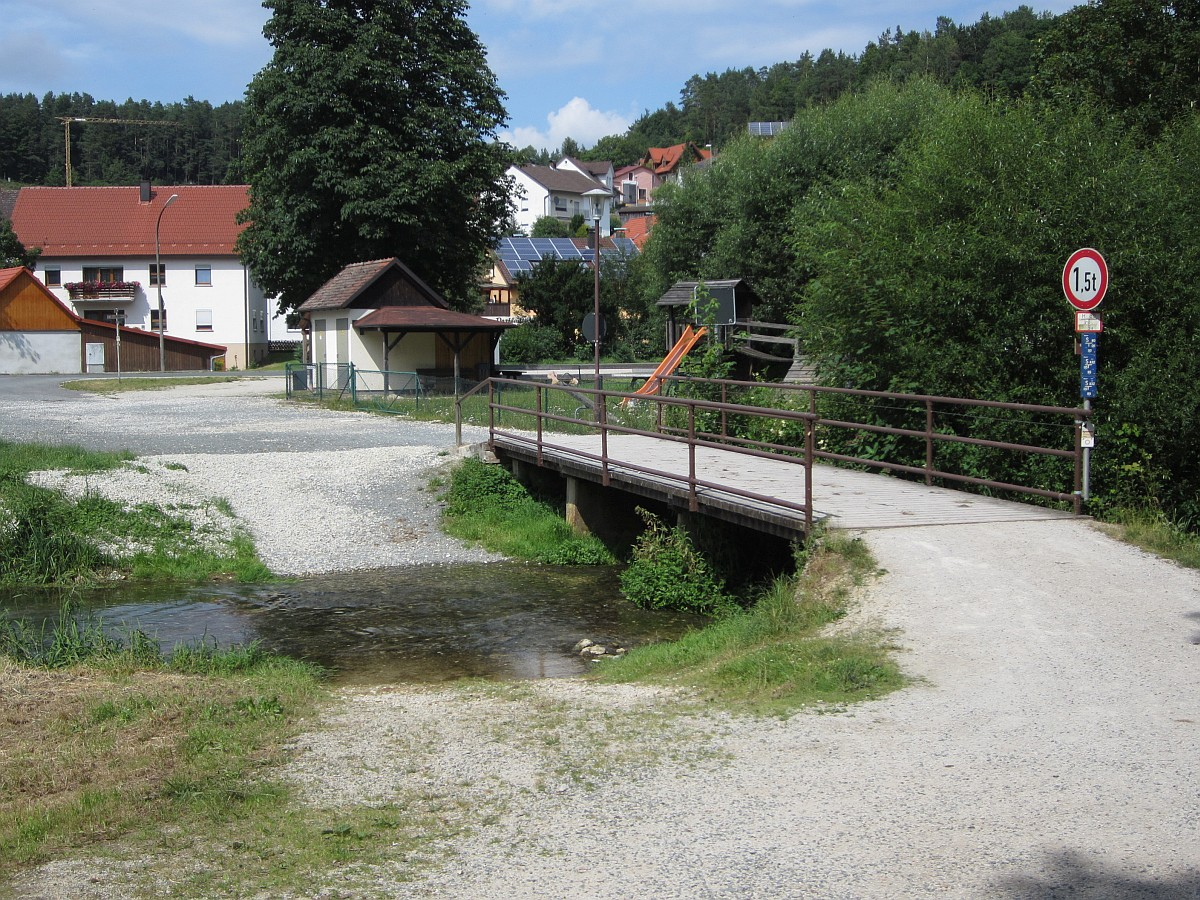
Furt und Brücke (auf 1,5 t beschränkt) über die Aufseß

In Aufseß existierte eine jüdische Gemeinde, deren Geschichte wahrscheinlich bis in das 14. Jahrhundert zurückreicht. Nachdem die Zerstörung des gesamten Ortes im Dreißigjährigen Krieg und die Pest die Geschichte der ersten jüdischen Ansiedlung beendet hatte, ließen sich seit dem frühen 18. Jahrhundert unter dem Schutz von Carl Heinrich von Aufseß abermals Juden in Aufseß nieder. 1722 wurden dort eine Synagoge und der noch bestehende jüdische Friedhof errichtet. 1840 hatte der jüdische Bevölkerungsanteil mit 17,5 % (105 von insgesamt 600 Einwohnern) den Höhepunkt erreicht und sank anschließend durch Abwanderung wieder. Zu Beginn der Zeit des Nationalsozialismus 1933 lebten in Aufseß noch elf jüdische Personen, von denen drei in die Vereinigten Staaten emigrieren konnten und einer im Ort verstarb. Die letzten Juden verließen den Ort nach den Novemberpogromen 1938. SA-Männer aus Heiligenstadt und SS-Männer aus Bayreuth hatten im November 1938 die Wohnungen von fünf Juden verwüstet, die anschließend verhaftet und misshandelt wurden. Auch vier Hoheitsträger aus Aufseß waren an der Gewaltaktion beteiligt. Mindestens 16 in Aufseß geborene oder zeitweise wohnhafte Juden fielen dem Holocaust zum Opfer.
Der Bereich an der Brunnengasse war das „jüdische Viertel“ von Aufseß. Im Haus Nummer 47 lebte das Ehepaar Rosalie und Samuel Fleischmann, das über eines der ersten Telefone im Ort verfügte. Das Hinweisschild „Fernsprechstelle“ an der Hauswand wies darauf hin, dass es öffentlich genutzt werden konnte.

### Feuerbachs Fall von Sachsendorf
Sachsendorf ist durch den berühmten Juristen Paul Johann Anselm von Feuerbach (1775–1835) in Aktenmäßige Darstellung merkwürdiger Verbrechen weltweit bekannt geworden. 1808/09 war der prominente Johannes Jagenholz, genannt „Satrap“, der dortige Freiherrlich Heußlein von Eußenheim’sche Justizamtmann. Bei dessen Trauung mit Elisabetha Dorothea Kammer aus Kissingen war der Amtmann Karl-Eugen Schell aus Kainach Trauzeuge und später auch zweimal Taufpate. Die Jagenholz waren mit dem königlich-bayerischen Justizamtmann Wolfgang Konrad Glaser in Kasendorf und dessen Frau befreundet. Frau Glaser wurde am 26. August 1808 durch ihre Haushälterin Anna Margaretha Zwanziger mit Arsen ermordet. Sachsendorf und seine prominente Juristenfamilie Jagendorf sind durch die Veröffentlichung des Giftmordes durch Feuerbach sowie zahlreiche Nachdrucke und Erzählungen bekannt geworden.

### Eingemeindungen
Im Zuge der Gebietsreform in Bayern wurde am 1. April 1971 die Gemeinde Sachsendorf nach Neuhaus eingemeindet. Am 1. Mai 1978 kamen Neuhaus und der Hauptteil der aufgelösten Gemeinde Hochstahl zu Aufseß.

### Einwohnerentwicklung
Im Zeitraum 1988 bis 2018 sank die Einwohnerzahl von 1313 auf 1287 um 26 bzw. um 2 %. Ein Höchststand wurde am 31. Dezember 2003 mit 1397 Einwohnern erreicht.

## Politik

### Bürgermeister
Bürgermeister ist seit 2020 Alexander Schrüfer (WG Sachsendorf-Neuhaus). Vorgänger war Ludwig Bäuerlein (CSU/Unabhängige Wähler).

### Gemeinderat
Die Kommunalwahlen 2020 führten zu der folgenden Sitzverteilung im Gemeinderat:
- Wahlgemeinschaft Sachsendorf-Neuhaus 5 Sitze
- Gemeinsame Liste Aufseß 4 Sitze
- Wahlgemeinschaft Hochstahl 3 Sitze

### Wappen
| | Blasonierung: „Durch zwei schwarze Zinnenbalken geteilt von Silber, Gold und Silber; unten eine rote heraldische Rose mit goldenem Butzen und grünen Kelchblättern.“ |
| Wappenbegründung: Die Gemeinde war der Stammsitz der Herren von Aufseß, die 1079 erstmals erwähnt wurden. Die beiden Burgen Unteraufseß und Oberaufseß sind noch im Besitz der Familie und prägen das Ortsbild. Sie werden durch die beiden Zinnenbalken dargestellt. Die Rose stammt aus dem Adelswappen und weist auf die Verbindung des Ortes zu diesem Adelsgeschlecht hin. Die Farben Silber und Schwarz erinnern an die Landeshoheit des Markgrafentums Brandenburg, die Farben Schwarz und Gold an die Beziehung zum Hochstift Bamberg. Wappenführung seit 1974. | |

### Interkommunale Zusammenarbeit
Die Gemeinde ist seit 1999 Mitglied im Verein für Regionalentwicklung „Rund um die Neubürg – Fränkische Schweiz e. V.".

## Sehenswürdigkeiten

### Baudenkmäler

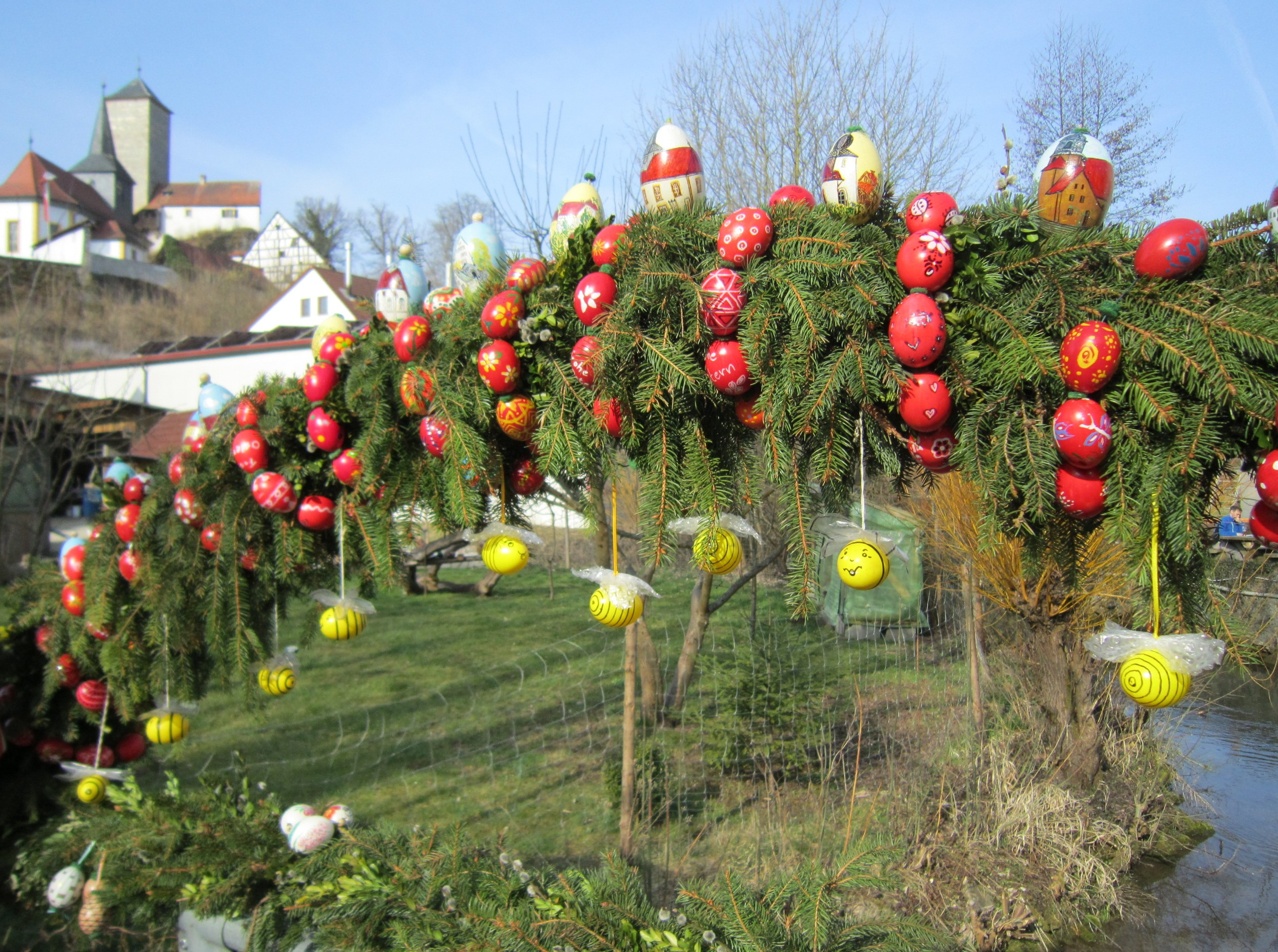
Osterbrücke über die Aufseß

Als Baudenkmäler sind in und um das Pfarrdorf Aufseß insgesamt 17 Objekte klassifiziert, darunter Schloss Unteraufseß, die evangelisch-lutherische Pfarrkirche, die ehemalige Vogtei und das Pfarrhaus.

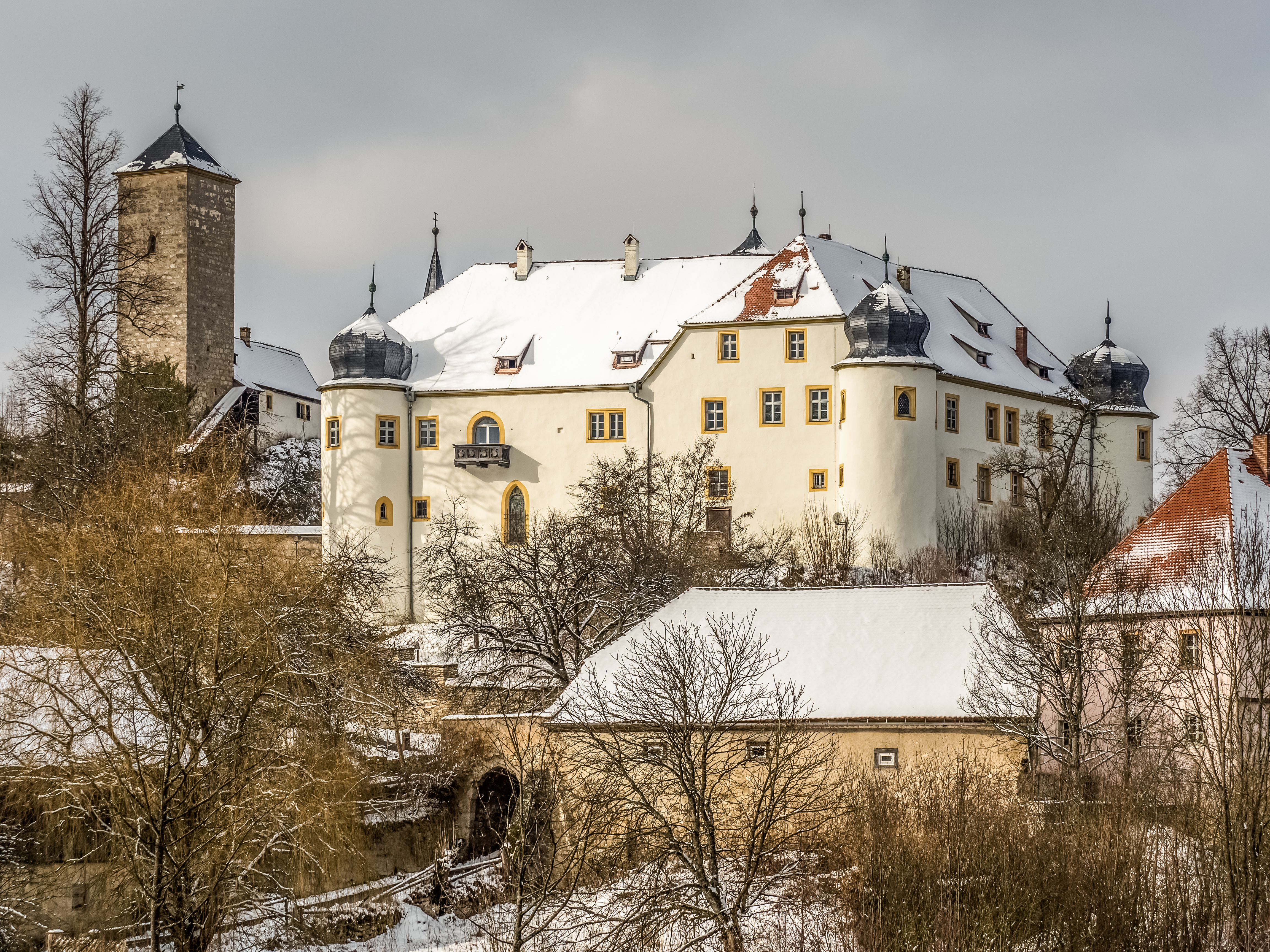
Schloss Unteraufseß
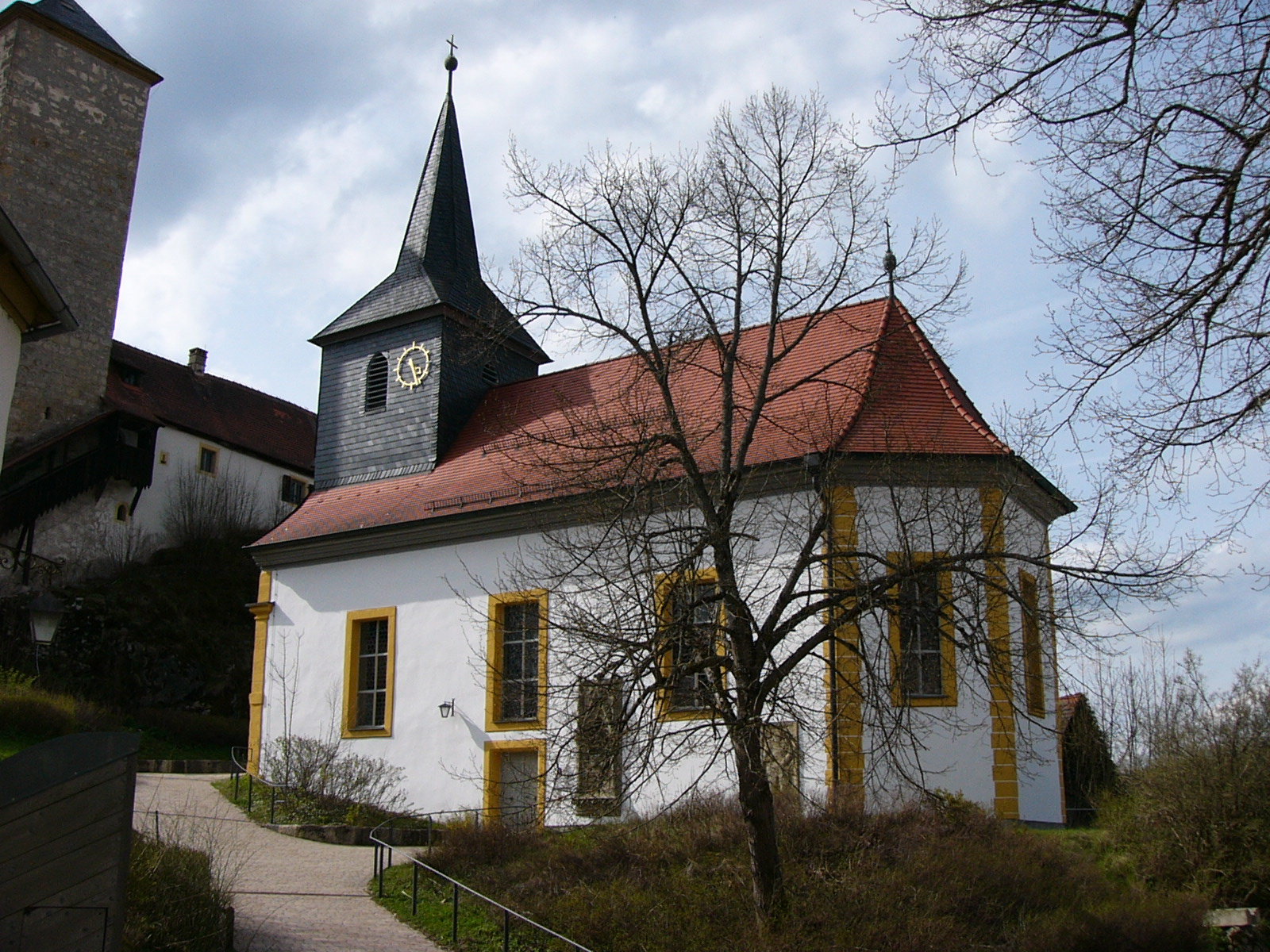
Ev.-luth. Pfarrkirche
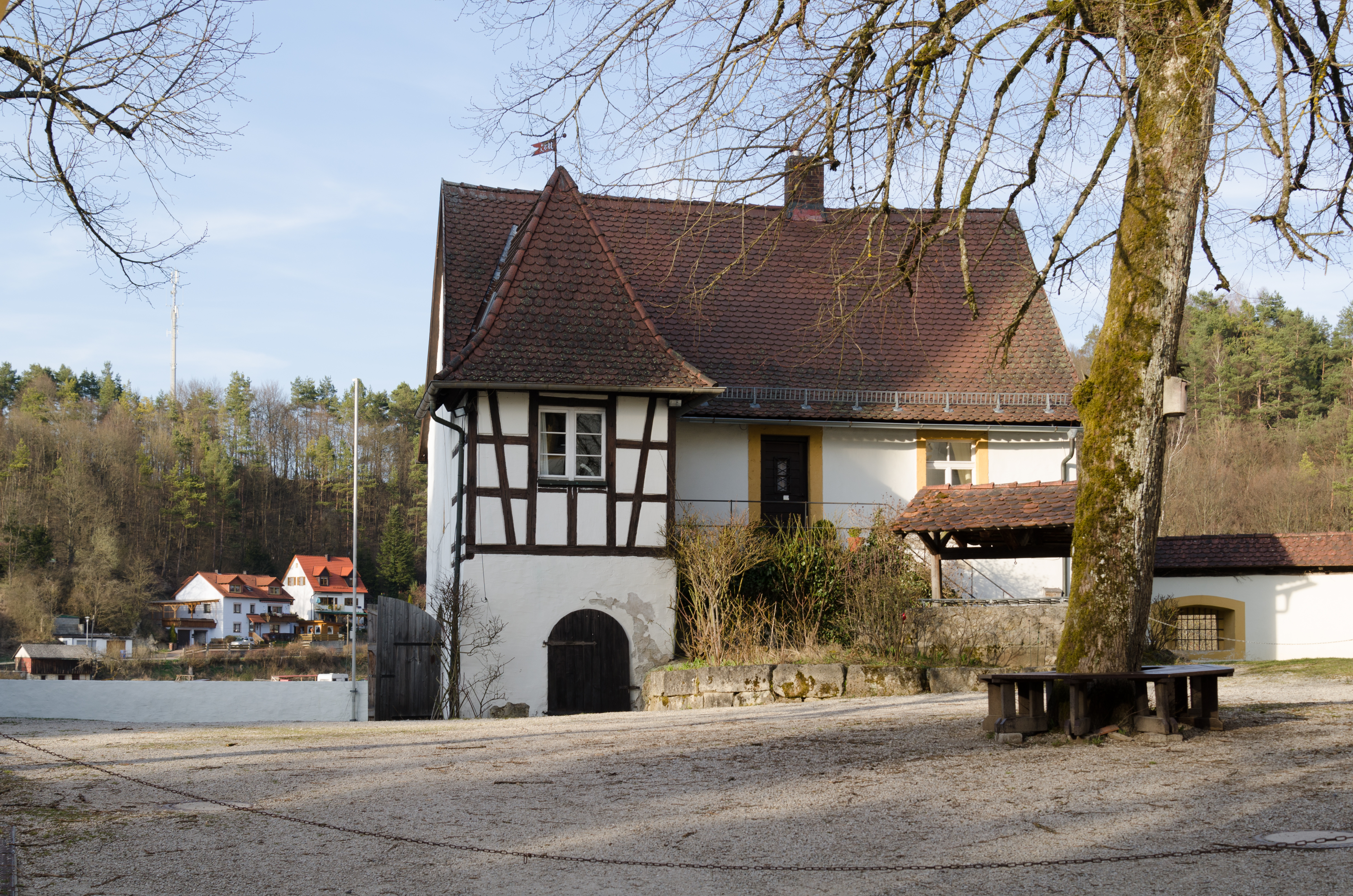
Ehemalige Vogtei
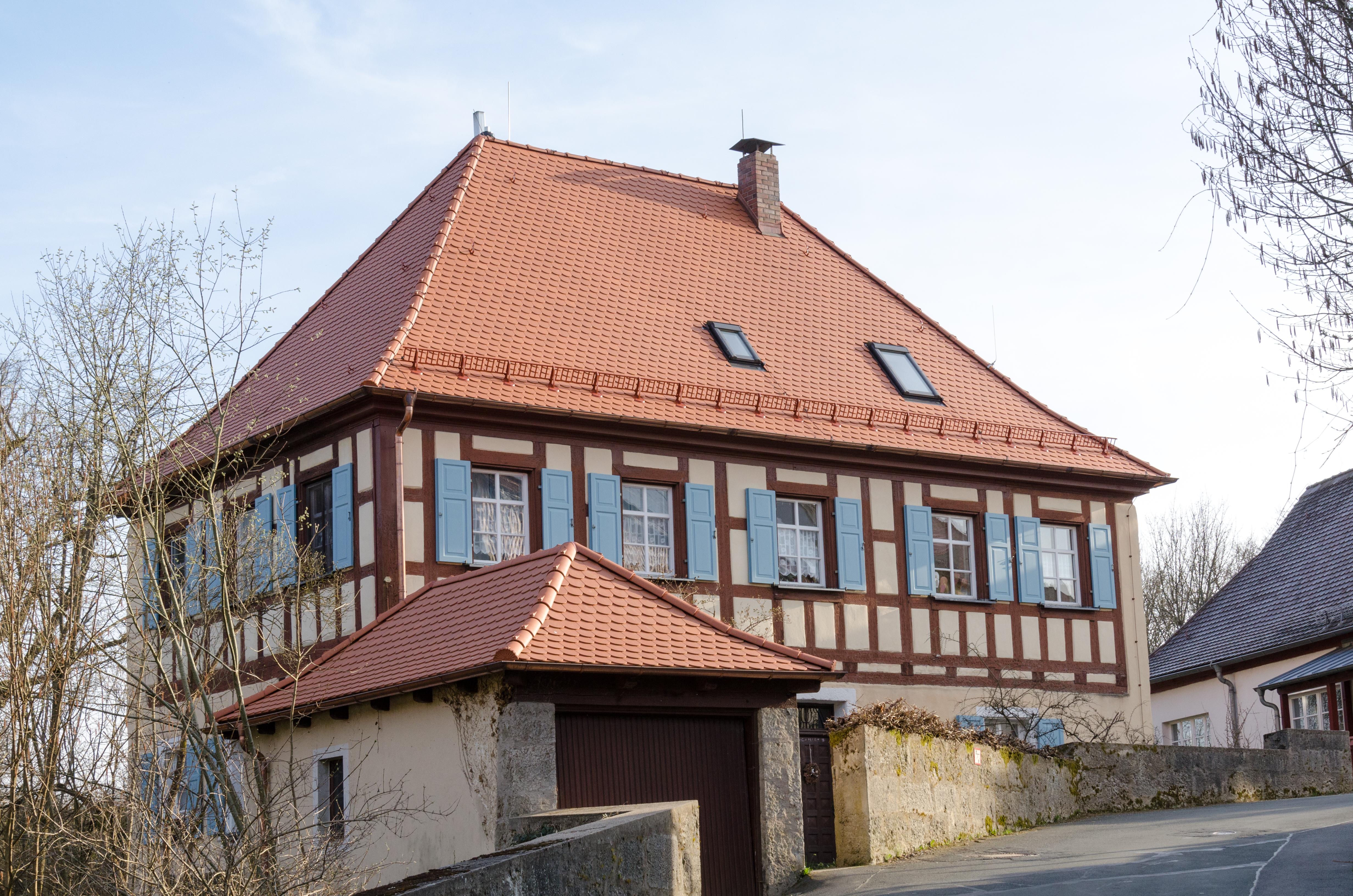
Pfarrhaus

### Osterbrauchtum
Als Variante der vor allem in der Fränkischen Schweiz üblichen Tradition, zu Ostern Brunnen zu schmücken, wird von Palmsonntag bis zum Sonntag nach Ostern die zum Schloss Unteraufseß führende Brücke über die Aufseß als Osterbrücke geschmückt.

### Brauereienweg mit Weltrekordbrauereien

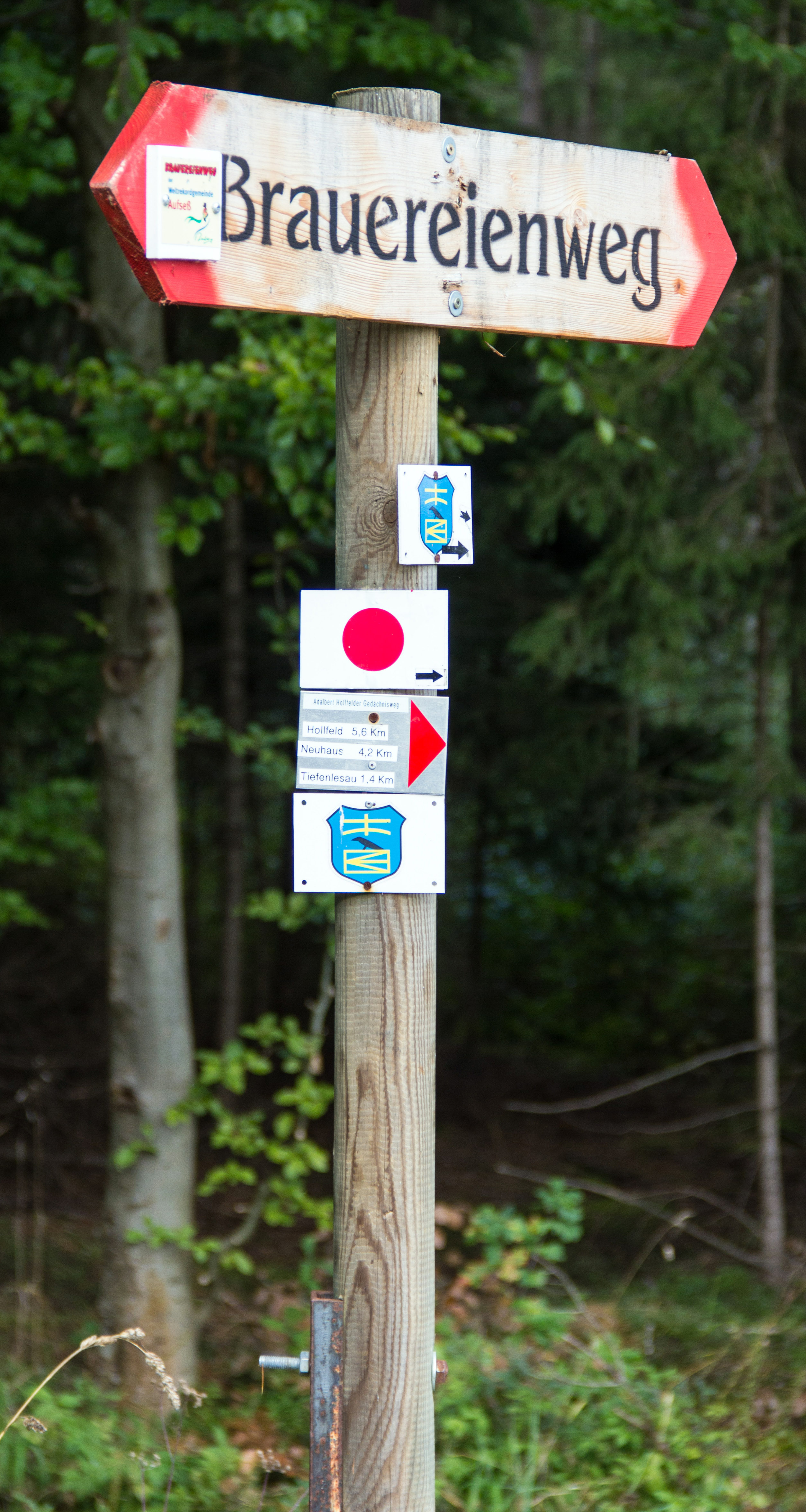
Wegweiser am Brauereienweg

Die Gemeinde verfügte 2001 über die höchste Brauereidichte und erhielt dafür einen Eintrag ins Guinness-Buch der Rekorde. Es gibt vier Brauereien in der Gemeinde: Brauerei Reichold, Hochstahl – Brauerei Rothenbach, Aufseß (bekannt für ihr 2021 so benanntes Wegseidla, ein naturtrübes Helles) – Brauerei Stadter, Sachsendorf – Kathi-Bräu, Heckenhof. Diese sogenannten Weltrekordbrauereien sind mit einem etwa 13 Kilometer langen Brauereienwanderweg verbunden, der an allen vier Brauereien vorbei führt.

## Söhne und Töchter der Gemeinde
- Albrecht von und zu Aufseß (1925–2013), Forstwirt und Vorstandsvorsitzender des Evangeliums-Rundfunk (ERF)
- Sebastian Adam Karl Sommer (1796–1865), ev.-luth. Pfarrer und Schriftsteller
- Hans von und zu Aufseß (1801–1872), Altertumsforscher und Gründer des „Germanischen Museums“ (heute Germanisches Nationalmuseum)
- Ludwig Ott (1900–1979), Förster und Mitglied hessischen Kommunallandtags (NSDAP)
- Max Kraussold (1833–1901), Pfarrer, Reichstags- und Landtagsabgeordneter
- Magda Kelber (1908–1987), Sozialarbeiterin, Sozialpädagogin, Quäkerin
- Matthias Neukirch (* 1963), Schauspieler
- Günther Reichold (* 1965), Fußballspieler
- Johann Schoberth (1922–1988), SS-Unterscharführer und Angehöriger der politischen Abteilung im Konzentrationslager Auschwitz

## Bedeutende Personen
- Hans Max von Aufseß (1906–1993), Schriftsteller